# 슈트르프스케플레소

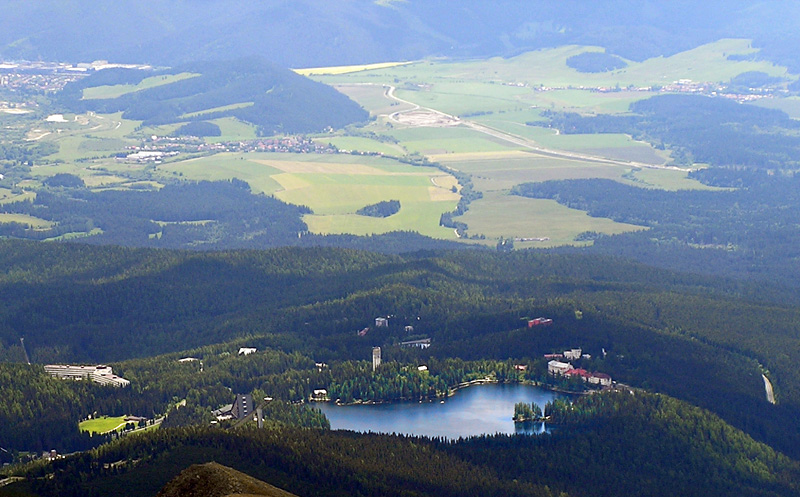
슈트르프스케플레소

슈트르프스케플레소(슬로바키아어: Štrbské Pleso)는 슬로바키아 프레쇼우주에 위치한 마을이다. 고타트리산맥과 접한 스키 휴양지이며 약 200명에 달하는 주민들이 거주한다.
1947년부터 2007년까지는 비소케타트리에 속해 있었지만 20087년 8월 14일에 선고된 슬로바키아 대법원의 판결에 따라 2008년 1월 1일을 기해 슈트르바에 속하게 되었다. 마을 인근에는 슈트르프스케플레소호(Štrbské pleso)가 위치한다.